# Mirobaeoides ater
Mirobaeoides ater är en stekelart som först beskrevs av Hickman 1967.  Mirobaeoides ater ingår i släktet Mirobaeoides och familjen Scelionidae. Inga underarter finns listade i Catalogue of Life.